# Western Front Association
La Western Front Association (WFA) est une association sans but lucratif fondée le 11 novembre 1980 par l’historien de l’armée John Giles et John Terraine coauteur de la série télévisée britannique The Great War en 1964.

## Caractéristiques
Le but de cette association créée en 1980 est de perpétuer la mémoire de la Première Guerre mondiale dans un esprit de tolérance et de réconciliation, de sensibiliser le public à l’histoire de la Grande Guerre sur le front occidental en particulier,. C’est un organisme britannique de bienfaisance portant le no 298 365.
Cette association est forte de 6 000 membres, elle est présente dans 60 pays (Royaume-Uni, France, Belgique, États-Unis, Canada, Australie, Nouvelle-Zélande...).

## Actions

### Cérémonie
La Western Front Association a repris l'organisation, chaque 11 novembre, d'une cérémonie au cénotaphe de Whitehall à Londres, manifestation qui existait de 1919 à 1945 et qui était tombée en désuétude. Le premier ministre britannique, David Cameron, s'y est joint en 2014, pour le centenaire du déclenchement de la guerre 1914-1918,.

### Lieux de mémoire
En 1987, la Western Front Association a financé l’érection du Mémorial à la 38e division galloise du bois de Mametz dans le département de la Somme en France,.
Depuis 1990, la Western Front Association possède la butte de Warlencourt, située à Warlencourt-Eaucourt dans le Pas-de-Calais, sur la ligne de front de la bataille de la Somme, dans le but d'en assurer la conservation,.

### Conservation d'archives
La Western Front Association, en 2005, a sauvé de la destruction le fichier des cartes d’anciens combattants britanniques de la Première Guerre mondiale (Medal Index Cards) et le garde en archives à la disposition du public. En 2012, elle a obtenu le versement d'importantes archives du ministère de la défense britannique concernant la Première Guerre mondiale promises à la destruction. Lettres, testaments, états de service, cartes de retraite, l'association s'emploie également à mettre en exergue l'intérêt des documents individuels, apportant un éclairage complémentaire sur le contingent de l'Empire britannique ainsi mobilisé sur les champs de bataille,,. Les historiens de l'association s'intéressent également et font connaître les répercussions inattendues du conflit, tel cet employé allemand des tramways à Northampton, menacé d'être expulsé en 1914 malgré des années de bons et loyaux services, et défendu par les syndicats britanniques locaux, devenu ainsi l'objet d'un débat politique local.
La Western Front Association a financé la numérisation des archives sonores de l'Imperial War Museum et l'a ouvert au public. Des visites des anciens champs de bataille du front occidental sont organisées par la Western Front Association, chaque année.